# Francesco Di Gregorio
Francesco Di Gregorio (Palermo, 25 september 1992) is een Italiaans voetballer die speelt als doelman. Hij verruilde in 2013 US Palermo voor Excelsior Virton.
Di Gregorio stroomde in 2011 vanuit de jeugdopleiding van US Palermo door naar het eerste elftal. Na twee seizoenen als derde doelman en geen enkele wedstrijd gespeeld te hebben, verliet hij zijn geboortestad voor Excelsior Virton, op dat moment een Belgische tweedeklasser. 

## Statistieken
| Seizoen | Club             | Competitie    | Competitie | Competitie | Beker | Beker | Europees | Europees | Totaal | Totaal |
| Seizoen | Club             | Competitie    | Wed.       | Dlp.       | Wed.  | Dlp.  | Wed.     | Dlp.     | Wed.   | Dlp.   |
| ------- | ---------------- | ------------- | ---------- | ---------- | ----- | ----- | -------- | -------- | ------ | ------ |
| 2011/12 | US Palermo       | Serie A       | 0          | 0          | 0     | 0     | 0        | 0        | 0      | 0      |
| 2012/13 | US Palermo       | Serie A       | 0          | 0          | 0     | 0     | –        | –        | 0      | 0      |
| 2013/14 | Excelsior Virton | Tweede klasse | 3          | 0          | 0     | 0     | –        | –        | 3      | 0      |
| Totaal  | Totaal           | Totaal        | 3          | 0          | 0     | 0     | 0        | 0        | 3      | 0      |

2 Vinck ·
3 Rizzo ·
4 Doué ·
5 Hamzaoui ·
7 Bukusu ·
8 Sadin  ·
9 Sula ·
10 Pinga ·
11 Ahlinvi ·
14 Guillaume ·
17 Allach ·
18 Mouaddib ·
20 Napoletano ·
21 Aabbou ·
23 Martin ·
24 Hery ·
26 Awassi ·
28 Droehnle ·
Masangu ·
Coach: Grégoire